# Besleria salicifolia
Besleria salicifolia är en tvåhjärtbladig växtart som beskrevs av Karl Fritsch. Besleria salicifolia ingår i släktet Besleria och familjen Gesneriaceae. Inga underarter finns listade i Catalogue of Life.